# Mimopsestis determinata
Mimopsestis determinata är en fjärilsart som beskrevs av Felix Bryk 1943. Mimopsestis determinata ingår i släktet Mimopsestis och familjen sikelvingar. Inga underarter finns listade i Catalogue of Life.